# Stazione di Macherio-Canonica
Stazione di Macherio-Canonica vasútállomás Olaszországban, Lombardia régióban, Macherio településen.

## Vasútvonalak
Az állomást az alábbi vasútvonalak érintik:
- Monza–Molteno–Lecco-vasútvonal

## Kapcsolódó állomások
A vasútállomáshoz az alábbi állomások vannak a legközelebb:
- Stazione di Triuggio-Ponte Albiate (Stazione di Molteno, Stazione di Lecco, Monza–Molteno-vasútvonal, S7)
- Stazione di Biassono-Lesmo Parco (Stazione di Monza, stazione di Milano Porta Garibaldi superficie, Monza–Molteno-vasútvonal, S7)